# Yi Xing
Este es un nombre chino; el apellido es Yi.
Yi Xing (683 - 727), (Chino:一行 ; pinyin: Yī Xíng; Wade-Giles: I-Hsing), nacido como Zhang Sui (张遂), fue un astrónomo, matemático, mecánico y monje budista chino de la Dinastía Tang (618 - 907). Su globo estelar mecánico fue el primer dispositivo que incluía un mecanismo de escape.

## Mediciones astronómicas y terrestres
A inicios del siglo VIII, la corte Tang puso a Yi Xing a cargo de una medición de la tierra y del cosmos. Esta investigación fue establecida con varios propósitos, aunque su objetivo inicial era obtener información astronómica que ayudara en la predicción de los eclipses solares. También se inició para corregir los fallos del calendario chino, e instaurar uno nuevo en su lugar. La investigación iniciada fue fundamental para la medición de una porción del meridiano. Esto resolvería la confusión creada por la práctica de calcular la distancia entre dos lugares comparando la sombra que proyectaban dos objetos al mismo tiempo, utilizando el mismo proceso que utilizó Eratóstenes (276 - 196 a. C.) para medir el radio de la Tierra.
Yi Xing estableció trece puestos de investigación a través del imperio, extendiéndose desde Jiaozhou en Vietnam — 17°N de latitud — hasta la región inmediatamente al sur del lago Baikal — 50°N. Se hacían tres tipos de mediciones en estos puestos: la altura de la estrella polar, y el largo de las sombras durante el verano y durante el invierno. Se dedujeron las latitudes a partir esta información. Su cálculo de un grado de meridiano es bastante cercano a los cálculos modernos.

## El globo estelar y el escape
Yi Xing era famoso por su genio matemático. Se sabe que calculó el número de posibles posiciones de un juego de Go (aunque la falta de un símbolo para el cero le dificultó expresar la cifra). Junto con su asociado Liang Lingzan (un oficial del gobierno), es conocido por idear el primer mecanismo de escape aplicado a un globo estelar mecánico, impulsado con energía hidráulica. Sin embargo, el genio mecánico de Yi Xing estaba apoyado en el conocimiento y los esfuerzos de ingenieros mecánicos chinos anteriores, como Zhang Heng (78–139) de la Dinastía Han, el igualmente brillante Ma Jun (200–265) de los Tres Reinos, y Li Lan (c. 450) del periodo de las Dinastías Meridionales y Septentrionales. El historiador Joseph Needham dice:

Cuando se inventó el primer escape, en 725 d. C., I-Hsing y Liang Ling-tsan dispusieron que prensas hidráulicas tocaran las horas, puestas en el eje horizontal de la superficie de su globo o esfera.

Es este aparato el nivel constante del tanque de la clepsidra proveía la mayor parte de la cronometría, entregando agua o mercurio en las palas de una rueda de molino. Una parte menor era susministrada por la ajustabilidad de una báscula que mantenía cada pala hasta que se llenaba, o estaba cerca de estarlo. La esencia del nuevo invento añadido por I-Hsing y Liang Ling-tsan en 725 d. C. fue un dispositivo de unión paralela que constituye el ancestro de todos los mecanismos de escape.

La adición de mercurio en vez de agua, indicada arriba, fue introducida por Zhang Sixun en 979 d. C., porque el mercurio no se congela durante el invierno.